# 박셀바이오
박셀바이오(영어: Vaxcell Bio Therapeutics)는 항암면역치료제 연구ㆍ개발를 하는 대한민국의 기업이다.

## 재무
상장 후 매출이 없었으며 2024년까지 매출이 생기지 않으면, 증권거래소 관리종목으로 지정될 예정이다. 2023년 1006억원 규모의 주주배정 유상증자와 주당 0.2주의 무상증자를 결정하였고 이를 통해 조달한 자금을 운영자금으로 554억원, 시설자금으로 452억원 사용할 계획이다.
반려견 전용 면역항암제 '박스루킨-15'의 품목허가를 받아 첫 상업화 의약품을 확보하며, 이를 통해 매출을 증대하였다.

## 사업장 현황
- 본사: 전라남도 화순군 화순읍 산단길 12-55
- 서울사무소: 서울특별시 강남구 봉은사로74길 20, 3층(삼성동 삼홍타워)

### 내용주
1. ↑  기술평가 특례상장으로 기술보증기금과 이크레더블에서 A등급, BBB등급을 받아 주관사를 하나금융투자로 공모가 30,000원에 코스닥 시장에 상장